# Lannea zastrowiana
Lannea zastrowiana är en sumakväxtart som beskrevs av Engl. & Brehmer. Lannea zastrowiana ingår i släktet Lannea och familjen sumakväxter. Inga underarter finns listade i Catalogue of Life.